# Apisa bourgognei
Apisa bourgognei là một loài bướm đêm thuộc phân họ Arctiinae, họ Erebidae.